# Atrax
Atrax O. P.-Cambridge, 1877 è un genere di ragni appartenente alla famiglia Atracidae.

## Distribuzione
Le 3 specie note di questo genere sono diffuse nella parte sud-orientale dell'Australia.

## Tassonomia

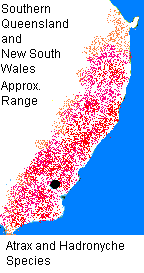
Schema approssimativo della distribuzione dei generi Atrax e Hadronyche nell'Australia sud-orientale

Questo genere è stato trasferito negli Hexathelidae dalla famiglia Dipluridae a seguito di un lavoro di Raven del 1980.
Considerato sinonimo anteriore di Poikilomorpha Rainbow, 1914 a seguito di uno studio di Gray del 1978, ma non di Styphlopis Rainbow, 1913, Pseudatrax Rainbow, 1914, né di Anepsiada Rainbow & Pulleine, 1918 da un lavoro di Gray del 1988, contra un suo precedente lavoro del 1978 e uno studio di Raven del 1980.
Di recente, a seguito del lavoro dell'aracnologo Hedin et al., del 2018, è stato trasferito dalla famiglia Hexathelidae alla famiglia Atracidae
Attualmente, a dicembre 2020, si compone di tre specie:
- Atrax robustus O. P.-Cambridge, 1877[2] - Nuovo Galles del Sud
- Atrax sutherlandi Gray, 2010 - Nuovo Galles del Sud, Victoria
- Atrax yorkmainorum Gray, 2010 - Nuovo Galles del Sud, Territorio della Capitale Australiana

### Specie trasferite
Da un discreto numero di specie prima attribuite a questo genere, è stato costituito il genere Hadronyche L. Koch, 1873:
- Atrax adelaidensis Gray, 1984; trasferita al genere Hadronyche L. Koch, 1873.
- Atrax bicolor (Rainbow, 1914); trasferita al genere Hadronyche L. Koch, 1873.
- Atrax eyrei Gray, 1984; trasferita al genere Hadronyche L. Koch, 1873.
- Atrax flindersi Gray, 1984; trasferita al genere Hadronyche L. Koch, 1873.
- Atrax formidabilis Rainbow, 1914; trasferita al genere Hadronyche L. Koch, 1873.
- Atrax infensus Hickman, 1964; trasferita al genere Hadronyche L. Koch, 1873.
- Atrax modesta Simon, 1891; trasferita al genere Hadronyche L. Koch, 1873.
- Atrax pulvinator Hickman, 1927; trasferita al genere Hadronyche L. Koch, 1873.
- Atrax validus Rainbow & Pulleine, 1918; trasferita al genere Hadronyche L. Koch, 1873.
- Atrax venenatus Hickman, 1927; trasferita al genere Hadronyche L. Koch, 1873.
- Atrax ventricosa (Rainbow & Pulleine, 1918); trasferita al genere Hadronyche L. Koch, 1873.
- Atrax versutus Rainbow, 1914; trasferita al genere Hadronyche L. Koch, 1873.

### Sinonimi
- Atrax montanus (Rainbow, 1914); questo esemplare è stato posto in sinonimia con A. robustus O. P.-Cambridge, 1877, a seguito di un lavoro di Gray del 1988[1].
- Atrax tibialis (Rainbow, 1914); questo esemplare è stato posto in sinonimia con Atrax robustus O. P.-Cambridge, 1877, a seguito di un lavoro di Gray del 1988 e dopo considerazione analoghe dell'aracnologo Musgrave del 1927[1].